# Bas-en-Basset
Bas-en-Basset là một xã thuộc tỉnh Haute-Loire nam trung bộ nước Pháp. Xã Bas-en-Basset nằm ở khu vực có độ cao trung bình 450 mét trên mực nước biển.